# Mistrzostwa Panamerykańskie w Zapasach 2025
Mistrzostwa panamerykańskie w zapasach w 2025 roku zostały rozegrane w dniach 8-11 maja w Monterrey w Meksyku, na terenie Gimnasio Nuevo León.

## Tabela medalowa
Gospodarz zawodów został zaznaczony kolorem.
| Miejsce | Kraj              | Złoto | Srebro | Brąz | Razem |
| 1.      | Stany Zjednoczone | 18    | 6      | 4    | 28    |
| 2.      | Kuba              | 4     | 1      | 2    | 7     |
| 3.      | Kanada            | 3     | 5      | 6    | 14    |
| 4.      | Meksyk            | 2     | 4      | 10   | 16    |
| 5.      | Ekwador           | 2     | 0      | 3    | 5     |
| 6.      | Argentyna         | 1     | 2      | 1    | 4     |
| 7.      | Wenezuela         | 0     | 5      | 8    | 13    |
| 8.      | Portoryko         | 0     | 3      | 1    | 4     |
| 9.      | Honduras          | 0     | 1      | 2    | 3     |
| .       | Peru              | 0     | 1      | 2    | 3     |
| 11.     | Brazylia          | 0     | 1      | 1    | 1     |
| .       | Chile             | 0     | 1      | 1    | 1     |
| 13.     | Gwatemala         | 0     | 0      | 2    | 2     |
| Razem   | Razem             | 30    | 30     | 43   | 103   |

## Wyniki

### styl klasyczny
| Waga   | Złoto             | Srebro             | Brąz                           |
| 55 kg  | Jayden Raney      | Isaac Marín        | -----                          |
| 60 kg  | Maxwell Black     | Alexis Rodríguez   | Yonaiker Martínez              |
| 63 kg  | Jeremy Peralta    | Ellis Coleman      | Héctor Sánchez                 |
| 67 kg  | Luis Orta         | Néstor Almanza     | Marco Fernández Neiser Marimon |
| 72 kg  | Alejandro Sancho  | Nilton Soto        | Irving Salazar                 |
| 77 kg  | Kamal Bey         | Arsen Dżulfalakian | Calebe Corrêa Leomar Cordero   |
| 82 kg  | Beka Melelaszwili | Diego Macías       | David Choc                     |
| 87 kg  | Payton Jacobson   | Luis Avendaño      | José Vargas Rueda              |
| 97 kg  | Gabriel Rosillo   | Kevin Mejía        | Michael Foy                    |
| 130 kg | Óscar Pino        | Cohlton Schultz    | Moisés Pérez Gino Ávila        |

### styl wolny
| Waga   | Złoto              | Srebro               | Brąz                               |
| 57 kg  | Roman Bravo-Young  | Lucas Rodríguez      | Liam Cronin Edwin Segura           |
| 61 kg  | Jax Forrest        | Joseph Silva         | Joshua Kramer Garette Saunders     |
| 65 kg  | Agustín Destribats | Joseph McKenna       | Pejman Bijabani Wilfredo Rodríguez |
| 70 kg  | Austin Gomez       | Ian Parker           | Sixto Aucapiña Jacob Torres        |
| 74 kg  | Ladarion Lockett   | Anthony Montero      | Cristian Santiago Adam Thomson     |
| 79 kg  | Evan Wick          | Shane Jones          | Jasmit Phulka                      |
| 86 kg  | Zahid Valencia     | Jorge Llano          | Kevin De Leon Steven Rodríguez     |
| 92 kg  | Trent Hidlay       | Andrew Johnson       | Edwin Morales                      |
| 97 kg  | Justin Rademacher  | Arturo Silot         | Nishan Randhawa                    |
| 125 kg | Wyatt Hendrickson  | Richard Deschatelets | José Díaz Gino Ávila               |

### kobiety styl wolny
| Waga  | Złoto               | Srebro           | Brąz                               |
| 50 kg | Audrey Jimenez      | Madison Parks    | Yusneylis Guzmán Nohalis Loyo      |
| 53 kg | Lucía Yépez         | Mariana Rojas    | Adrianny Castillo Jaslynn Gallegos |
| 55 kg | Karla Godinez       | Louisa Schwab    | Andrea Avelino                     |
| 57 kg | Yaynelis Sanz       | Bertha Rojas     | Luisa Valverde Amanda Martinez     |
| 59 kg | Laurence Beauregard | Abigail Nette    | Alma Valencia                      |
| 62 kg | Ana Godinez         | Astrid Montero   | Melanie Jiménez                    |
| 65 kg | Macey Kilty         | Miki Rowbottom   | Alexis Gómez                       |
| 68 kg | Kennedy Blades      | Nathaly Grimán   | Virginia Jiménez                   |
| 72 kg | Tiffany Baublitz    | Nyla Burgess     | Michelle Olea                      |
| 76 kg | Kylie Welker        | Thamires Machado | Milaimys Marín Génesis Reascos     |